# リ・ガズィ
リ・ガズィ (Re-GZ) は、「ガンダムシリーズ」に登場する架空の兵器。有人操縦式の人型機動兵器「モビルスーツ (MS)」のひとつ。初出は、1988年公開のアニメーション映画『機動戦士ガンダム 逆襲のシャア』。名称は「リファイン・ガンダム・ゼータ (Refined Gundam Zeta)」の略である。
作中の軍事勢力のひとつである地球連邦軍の試作機で、『機動戦士Ζガンダム』の後半主役機であるΖガンダムの量産化を目指して開発される。Ζガンダムの欠点である高価で複雑な変形機構を排し、代わりに機首と主翼を備えた追加装備「バック・ウェポン・システム (BWS)」を装着することで、戦闘機形態「ウェイブライダー」となる。ただし、MS形態になるにはBWSを排除する必要があるため、Ζガンダムのように再度戦闘機形態となることはできない。
劇中では、主人公アムロ・レイの序盤の専用機として登場するが、ライバルであるシャア・アズナブルが搭乗するサザビーとの性能差から、開発を進めていたνガンダムに乗り換えるため、以降は部下のケーラ・スゥやチェーン・アギが搭乗する。
本記事では、外伝作品などに登場するバリエーション機についても解説する。

## デザイン
デザインは出渕裕が担当した。
「Ζガンダムの簡易版みたいなものを」というオファーを受けた出渕が、個人的にデザイン協力を依頼した大畑晃一の描いた「量産型Ζガンダム」というコンセプトのラフスケッチを基にデザインした。もともとのΖガンダムのデザインは書き込みの多い物だったので、線を減らしながらシルエット的な力強さを排除していった。ラフスケッチの段階では、量産機のほかにアムロ・レイ専用機のデザインもあった。
BWSは、出渕がデザインを引き受ける前にすでに考案されていた。もともとは出渕以前に映画のメカニックデザインを担当していた永野護によるエルガイムMk-II風のデザインのΖガンダム案のもので、それを基に描いた大畑のラフスケッチのデザインがほぼそのまま決定稿に採用された。ただし、永野案の時点では飛行形態でなかったものを大畑がウェイブライダーに近づけた現在のデザインにリファインしている。
企画段階では「Ζ1（ゼータワン）」という名称だった。

## 設定解説
アナハイム・エレクトロニクスが同社の傑作機Ζガンダムの簡易変形モデルとして開発した連邦軍の試作攻撃型MS。Zガンダムの本格的な量産化を目指したもので内部構造を見直し、より量産に向いた簡易変形機構を導入する事で既に少数生産されていたΖプラスシリーズ以上の低コスト化を実現しようとしたものであった。しかし、この時代の連邦軍の実状はジオン残党部隊やテロ活動への対処を目的とした小規模戦闘や治安維持が主となっており、大規模な戦闘が発生しない平穏な時代が続く中で、本機のような強力な新兵器を急ぎ求める状況ではなかった。そのため、他の採用機と比較して過剰なコストがかかると判断され、当初試作の1機のみが建造されるのみに留まった（ただし、後年の作品では少数生産されていたことが確認できる）。
Ζガンダムはその複雑な可変機構ゆえに生産コストを抑えるのにも限界があり、量産化には大きな壁が生じる事となった。従って本機開発にあたり、ベース機最大の特徴であり、同時に高コスト化を招く最も大きな要因であった可変機構を大幅に見直す事が迫られた。結果、ウェイブライダー (WR) 形態機能は全てオプションパーツのBWS（バック・ウェポン・システム）に代替・集約され、巡航形態を取る上での脚部の変形機構を除き、本体側はΖガンダムのMS形態時のみを踏襲した非変形型とし、さらに腕部などの構造や構成パーツはジェガンと可能な限り共通とする事で合理化を進め、低コスト化と共に運用時のハードルを大幅に引き下げる事に成功している。設計の大幅な簡素化により、Zガンダムでは変形機構による制約で十分な胸部スペースが得られず、左右腿部に分割し配置していたジェネレーターを本機では一般的な胸部に再設置可能となったことから別系統の大型サイズが用いられ、オリジナルを超える高出力化も果たしている。このBWS開発においてはベースジャバーなどのサブフライトシステムやGディフェンサーも参考にされ、とりわけΖプラスのバリエーション機の一つであるR型（着脱式の大型バックパックを装備する機体）の設計案に近似する形となった。宇宙戦闘機形態とも呼ばれるWR時にはBWSに搭載される大口径ビーム・キャノンおよび2基のビーム・キャノンが使用可能であり、総合的な攻撃力はさらに増強された。操縦系統にはニュータイプ・パイロット対応システムとして仮設のバイオセンサーが搭載されており、弾性的な変形機構こそ失われたが、両形態のスペック上での性能はそれぞれオリジナルのΖガンダムに匹敵する。外観は細部を簡略化したZガンダムといった意匠で、劇中ギュネイから「ガンダムもどき」と揶揄されるが、中盤では「ガンダム同士、呼び合っているのか？」とガンダムタイプと認める発言もされている。Z系ゆずりの繊細な操作性と、特有な変形機構に由来する操縦特性などの要因から、本機のポテンシャルをどこまで引き出せるかはパイロットの技量に大きく左右され、劇中においても乗り手次第で戦果にも顕著な差が生じている。極めて高いNT能力と戦闘センスを有し、過去のZ系を使いこなして来たアムロ搭乗時には、敵軍の最新NT機の１つであるギュネイ・ガスの操るヤクト・ドーガを中破・撃墜寸前まで追い込んだ。さらにシャア・アズナブルが本気を出していなかったとはいえ、サザビーの懐に切り込んでビーム・ライフルを両断するなど、Z系列の高性能の片鱗を見せている。しかし平均よりやや上程度の技量のケーラが搭乗した際には本機の特性は生かし切れず、作品前半で撃破寸前まで追い込んだヤクト・ドーガとの再戦においては、アクシズの足を止める任務に気を取られ過ぎた事もあり、BWSを脱ぎ捨て接近戦に持ち込まれてからは大して対抗できぬまま一方的に損傷させられて戦闘不能に追い込まれた。また本機は他の量産型MSを圧倒する高いスペックを誇ったものの、最新素材のサイコフレームのような強力なサイコミュ兵装を備えていなかった為ネオ・ジオンが配備する同時代のニュータイプ専用機には苦戦を強いられた。しかし劇中では、チェーンが資料用のサイコフレームを自身の腰に装着して本機で出撃したことにより、彼女のニュータイプ資質とサイコミュで感応したかのような描写が盛り込まれており、α・アジールの高出力メガ粒子砲をサイコフィールドで防ぐなど、機体に備わっていない能力を発揮している。
また、Ζ系特有のピーキーな操作特性も改善されていなかったため、本機に搭乗したアムロはνガンダムの設計に際し、同機にオーソドックスな操縦性を付与するに至った。本機においてもZ系の本格的な量産化は実現には至らなかったが、BWSでの実戦経験が活かされ、メタス系の変形機構を受け継いだ量産機であるリゼルが、後に量産配備に成功している。

### 他媒体での解説

#### ベルトーチカ・チルドレン
挿絵と共に書かれた解説文では、「巨大なバックウェポン・システムを装着した、一撃離脱の対戦艦モビルスーツとして有効性を発揮する」「Ζガンダムの改良・量産型として開発されたが、操縦系の複雑さから一部のエリートパイロットのみに供与されるに留まった」、文中では「以前のΖガンダム・タイプのフレームをベースに、その装甲を変更したものに過ぎない機体で飛び抜けた性能は得られず、やむなく巡洋艦に使われるメガ粒子砲を搭載したバック・パックを装備させた支援モビルスーツ、または改造モビルスーツ」との旨が、それぞれ解説されている。建造理由は、ジェガンの非力さを補うためにアムロが強引に建造させたというものだった。劇中では、同部隊のブライト・ノアから「ロンド・ベルでリ・ガズィを改装したが、ありゃ、どうもな？ 大丈夫か？」と心配された。また、ケーラからもリ・ガズィ1機で前に出るのは止めるよう忠告され、「バック・パックを装備したままでは機動性が落ちすぎる」と心配されていた。

#### 機動戦士ガンダム 逆襲のシャア（徳間書店）
小説『機動戦士ガンダム 逆襲のシャア』では、連邦政府の連中はガンダムという名前だけで核兵器と同じように考えており、以前の戦争で使われていたガンダムタイプは秘匿され、その保管場所も連邦政府議会のトップは存在さえ忘れているという状況だった。そこでアムロ・レイが、簡単にコピーできてバカみたいに強度があるΖガンダムのフレームを使い、メガ粒子砲のエンジン・コアをランドセルにして巡洋艦的攻撃力を持たせた改造MSとして作った機体がリ・ガズィということになっている。しかし、チェーンに「あれは玩具（）ですね。改造にはちょっと時間かかりますよ。あたしはメカニカル的に、マシーン動作効率を考えているだけです。努力は認めますが、悪あがきです」と酷評された。劇場版と同様に5thルナ戦でサザビーと戦うが、その圧倒的性能に押されてビーム・サーベルで鍔迫り合いをしただけでマニピュレーターが不調となり、撤退している。アムロはこの戦闘でサザビーとの性能差を痛感し、製造していたνガンダムを急ぎ受領する運びとなった。
本機の特徴であるBWSはランドセル（宇宙世紀ではバックパックをこう表現する）と呼称されており、アニメ本編とはやや形状が異なる。また、フィフス・ルナの戦闘終了後、回収して持ち帰った後の戦闘でも使用する。

#### 機動戦士ガンダム U.C. ENGAGE
スマートフォンゲームアプリ『機動戦士ガンダム U.C. ENGAGE』のイベント「アムロシャアモード」では、薄緑の部分が白に変わっており、よりガンダムらしくなっている。ラー・ザイムに配備され、グラナダ宙域のパトロールとしての初陣はケーラが搭乗している。アムロのリック・ディジェを中心とする小隊を援護するためにBWS機首のメガ粒子砲で砲撃するが、敵の正体を掴まなければならないのに威力が強すぎて撃破してしまったことにアムロが苦言を呈している。

#### 機動戦士ガンダム：銀灰の幻影
宇宙世紀0096年を舞台とするVR映画『機動戦士ガンダム：銀灰の幻影』では、非公式の傭兵組織「アージェント・キール」が、第二次ネオ・ジオン戦争後に複数製造された技術検証機の1機を独自改修した機体が登場する（型式番号：RZ-002）。全身がアージェント・キールの象徴である銀色に塗装され、BWSの装備を前提としないMS形態特化の調整とバックパックの強化、およびシールドが施されている。

### バック・ウェポン・システム
Back Weapon System, BWS
ブースターパックとも呼ばれ、これとドッキングすることによりウェイブライダー (WR) 形態（モビルアーマー形態とも呼ばれる）からの一撃離脱戦法をおこなう。リ・ガズィ専用のオプションパーツであり、機首に大口径ビーム・キャノン、その両脇にやや小型の対艦用のビーム・キャノンを装備し、翼下にはプロペラント・タンクのほか複数のパイロンを介して各種兵装を懸下可能で、ミサイル・ランチャーなども装備できる。BWSの装着により、空間戦闘を主眼に置いた重戦闘機としての運用が可能となるが、あくまで「宇宙戦闘機形態」と呼ばれるように大気圏内の飛行や戦術的な運用は積極的には想定されておらず、劇中でも建前として備わっていたウイング先端を損傷した時に搭乗者のケーラは「飾りをやられただけなんだから…！」と意に返していなかった。また敵艦隊からのミサイル群に対して即座に切り替えして後退してやり過ごすなど、中々の機動力の良さを見せている。主兵装となるビーム・キャノンは一斉射で巡洋艦クラスの艦艇を撃沈するほどの高い威力がある。装着時にはBWSが頭部から背中に被さり、下面（胸・腹部）をシールドで覆う。ただし動きが直線的になることから接近戦に持ち込まれた際に不利に働くため、敵MSに接近を許した場合、このユニットを排除してMS形態で格闘戦に移行する必要があるが、ひと度切り離すと戦闘中の再装着は現実的に不可能であるため、それ以降はWR形態に戻れず、一方通行の運用しかできない。Zガンダムのように変形を繰り返せる弾性的な柔軟性はなく、オリジナルの変形機構の再現という意味では中途半端なものに留まっている。本体の頭部にはBWSのある程度の遠隔誘導や、最低限のドッキング・コントロールが可能な相互通信システムが搭載されたといわれるが、実戦での再装着事例はほとんどないという（再装着はできないともいわれる）。
劇中では、ジェガン隊の先陣を切りつつ三射同時砲撃で遠方のムサカを一撃で撃沈させるほどの強力な対艦戦闘能力を見せる。その勢いと攻撃力に対して、ギュネイも思わず「あの飛行機、一機で艦隊を潰す魂胆か？」ともらしている。BWSを装備しても結局は本体側スラスターの推進力に依存しているため、ヤクト・ドーガのシールド内ミサイルの直撃を受け勢いを失ったところ直ぐに追いつかれ接近戦を許し、キャノンの砲身を続けざまに破壊される。BWSを分離するもアクシズ攻略に気を取られすぎたケーラは、バックパックや残された武装を次々に破壊され、瞬く間に戦闘不能となる。
スマートフォンゲームアプリ『機動戦士ガンダム U.C. ENGAGE』のイベント「アムロシャアモード」では、5thルナ落下阻止の戦闘でWR形態のまま両脚を前方に曲げた、いわゆるガウォーク形態で急減速をするシーンがある。
漫画『機動戦士ガンダム U.C.0096 ラスト・サン』では、BWSの拡張発展を目的として開発されたRIXシリーズのガンダムGファースト、GFタンク、キャノンガンの計3機が登場している。

### 武装
ビーム・ライフル
出力3.8メガワット。銃身上部にレーザー・センサーを装備。エネルギーCAPシステムの改善により、Eパックは「メガ・エネルギー・パック」と呼ばれる。劇中での活躍は冒頭のアムロの搭乗時のみだが威力は十分で、ヤクト・ドーガに次々にダメージを与えた。小説版では、1秒近くの長時間発射が可能と設定されている。
ビーム・サーベル
使用時に鍔の部分が左右に広がる独特の形状を持つ。出力0.7メガワット。エネルギー消費を抑えるため、斬撃の直前までビーム刃を発生させないようリミッターが設けられており、ビーム刃を扁平に形成するバイアス発生器も採用している。
劇中では装備位置は不明だったが、マスターグレードのプラモデルでは左右のバックパック上面に開閉部が設けられており、そこに収納されていると設定された。ケーラの搭乗時には、ヤクト・ドーガのビームライフルの直撃で右手マニピュレーターごと吹き飛ばされた。
グレネード・ランチャー（腰部）
腰部サイド・アーマーに2門ずつ装備。通常は発射口が下向きで、飛行時には後方にも攻撃可能で、MS形態の使用時には起き上がり、前方に発射できる。目立たないので隠し武装として扱われることが多い。劇中ではα・アジールを1発で撃墜する（運良くνガンダムが与えた首元の被弾部に命中した結果であるが）など、それなりの破壊力を見せた。
グレネード・ランチャー（腕部）
Ζガンダムでその威力や近接戦闘時の有効性が実証され、同様に前腕部に2門ずつ装備される。弾体は腰部のものより小型であるが、有効範囲は広い。劇中では使用直前に両カバーを吹き飛ばしながら発射している。
バルカン砲
連邦系MSの標準装備で、頭部に2門装備される。口径60ミリで、装弾数はΖガンダムを下回るが、頭部センサーの性能は高い。
シールド
通常時には左腕部に相当する部分に装着される。BWS装着時には機体下面に装着され、無防備な本体を保護する装甲としての役割を果たす。劇中アムロが搭乗した際、BWSは切り離された直後に投棄され、またケーラが搭乗した際も、接近するギュネイ機から逃げる隙をつくるためにヤクト・ドーガにぶつけるといった使い方にとどまり、本来の防御兵装としては使用される姿は見られなかった。
ハンド・グレネード
シールド裏の上部に3発装備する。BWR形態では機体正面に向けられるので、そのまま前方の敵機に発射可能。劇中では未使用だが『機動戦士ガンダム U.C. ENGAGE』では5thルナ戦でWR形態からアムロが3発発射しギラ・ドーガ3機を次々に撃墜している。

### 劇中での活躍
『逆襲のシャア』冒頭では5th（フィフス）・ルナの地球落下を阻止するため、アムロ・レイが搭乗して出撃する。5thルナは核パルス・エンジンを点火して地球へ向けて加速し、ネオ・ジオン軍が撤退を開始する中でギュネイ・ガスが搭乗するヤクト・ドーガと交戦するが、途中でシャア・アズナブルが搭乗するサザビーが割って入る。そのままシャアとの対決に移るが、圧倒的性能を誇るサザビーの敵ではなかった。5thルナの建造物の陰に滑り込んで後退をかけるが、その隙にサザビーは損傷したヤクト・ドーガとともに撤退する。
ネオ・ジオンの第2波攻撃時には、機体の修理が終わっていなかったために出撃できず、ハサウェイ・ノア、アデナウアー・パラヤ、クェス・パラヤがラー・カイラムに合流した際も修理中であることが確認できる。
アムロがνガンダムに乗り換えたあとは、ケーラ・スゥが搭乗。アクシズ付近に展開するムサカ級巡洋艦を次々に撃沈するが、ギュネイのヤクト・ドーガとの戦闘では太刀打ちできず、BWS・右腕・右足・左バックパックなどを失い、捕獲される。脱出ポッドが作動せず、コックピットから出てきたケーラは捕らえられ、救援に来たアムロの些細な動きに激昂したギュネイのヤクト・ドーガのマニピュレーターに握り潰され、死亡する。
その後、技術士官のチェーン・アギが、サイコフレームが多いほうがアムロが有利になるとの理由で、メイン・エンジンを1基修理しただけの本機に搭乗。メカニックのアストナージ・メドッソの制止も聞かず、係留ワイヤーを切り離して強引に出撃する。戦場でクェスのα・アジールと遭遇し、グレネード・ランチャーを3発発射するが、ジェガンに搭乗して出撃したハサウェイがα・アジールのメガ・アーム砲を向けることで防がれる。次にグレネード・ランチャーを1発のみ発射し、ジェガンをかばうα・アジールの首元の損傷部に命中して撃破に至る。その直後、クェスの死に逆上したハサウェイがビーム・ライフルを乱射し、その1発が本機のコックピットに直撃し、チェーンもろとも爆散する。
OVA『機動戦士ガンダムUC』では、ep4で地球に降下したラー・カイラムの格納庫に配備されている本機が確認できるが、『逆襲のシャア』では赤かった部分が青みの強いパープルになっており、劇中では特に活躍が無かったにもかかわらずプラモデル等では「ユニコーンバージョン」として色替えによる商品化がなされている。
テレビアニメ『機動武闘伝Gガンダム』では、物語終盤でデビルガンダムを迎撃するために出撃した大量のガンダムタイプの中に、本機が一瞬だけ登場する。
『機動戦士ガンダムUC ENGAGE』クロスオーバーUCEではアムロが搭乗し、ヤザン率いるハンブラビ部隊と交戦。敵部隊の進行に気を取られていたところを3機のハンブラビによる海ヘビが捉え、直線的な動きしか取れない本機WR形態の弱点を突かれ、ワイヤーで動きを抑えられた状態のBWSを残し、本体側だけ逆噴射で離脱し反撃に出てたところを新装備を携えたZガンダムとZZガンダムの援護に助けられる。ヤザンからは「Zもどき」と呼称される。

## リ・ガズィ・カスタム
『CCA-MSV』に分類される機体。初出は1988年発行のムック『B-CLUB SPECIAL 15 機動戦士ガンダム MS大全集』で、「劇場版オリジナルMSV」として明貴美加がデザインした3機のMSのうちのひとつ。
リ・ガズィの性能向上型で、同機を再設計し、BWSに依存せず単体での簡易可変機能を備えた機体。BWSが本体と一体化しており（着脱も可能）、MS形態では機首ユニットが下方に折り畳まれている。可変翼に変更された側面ユニットはMS形態ではウィング・バインダーとなり、機体各所にアポジモーターが追加されているため、MS形態においても機動性が向上しており、また可変MSとなったことで総合性能が大幅に向上している。νガンダムとリ・ガズィの中間に位置する機体でもあり、腰部にはνガンダムと同様の3点アポジモーターを装備する。
アムロ・レイの乗機として設計されたらしいとされ、これを断言する資料もあるが、νガンダムの完成が優先されたため実機の存在は不明とされる。
コストパフォーマンスが向上しBWS構想の改善を果たすが、結果的にBWSよりメタスやΖIIといった簡易可変機の再評価に繋がり、のちのリゼルなどへと発展する。
武装
BWS側面ユニットに3連装ミサイル・ランチャーとハイパー・ビーム・サーベルを1基ずつ装備、後者はMA形態でビーム・ランチャーとしても使用可能。サイド・アーマーはグレネード・ランチャーからビーム・ガンに換装、BWS機首ユニットには大口径メガ粒子砲（「メガ・ビーム・キャノン」とも呼ばれる）を装備、ビーム・アサルトライフル（「マシン・ライフル」とも呼ばれる）を携行する。
デザイン
本機は「リ・ガズィをアムロ専用機にしたら」というテーマでデザインされており、明貴は「やはりアムロが乗るならガンダム顔をしてないとね」とコメントしている。

## リガズィード
宇宙世紀0092年を舞台とする漫画『機動戦士ムーンガンダム』に登場。メカニックデザインは形部一平が担当。
リ・ガズィの制式採用モデルを選考する過程で生まれた機体のひとつ。のちの制式型よりも高コストであることから採用を見送られたが、設計に関与したアムロの強い希望を受けて1機のみが試作された。アムロはこの機体こそがリ・ガズィの理想形（アイディアル=ID）と捉え、それにちなんでリガズィード(Re-GZID)と命名する。辺境コロニー「ムーン・ムーン」周辺で勃発したロンド・ベルとネオ・ジオン過激派（ザビ派）との戦闘において、乗機のシータプラスを失ったサフィラ・ガードナー中尉に与えられる。
ほかの系列機と同じくBWSの着脱機構をもつが、こちらは数種の装備を換装することで完全な可変機と半可変機のどちらにも切り替えることができる。サフィラ搭乗時はウェイブシューターに変形可能なフライングアーマーユニットが装着される。肩・胸・腰などにはジェガン、フライングアーマーの一部にはオリジナルのΖガンダムのパーツが使用されている。
武装は、頭部60ミリバルカン、胸部90ミリガトリングガン、腕部および腰部グレネード・ランチャー、ビーム・サーベル、シールドに加え、メガ粒子偏向器と各種センサーを備えた長射程のビーム・スマートガンや、両すね前面に円筒状のダミーバルーン射出機を装備。さらに、サフィラが搭乗していたシータプラスのハイパー・メガ・カノンを一部改造したうえで装備する。

## ΖプラスR型
雑誌企画『ガンダム・センチネル』に設定のみ登場。BWSの評価試験機で、本機のコンセプトを利用する形でリ・ガズィのBWSへと発展した。なお、「Bクラブ」誌上では、ジェガンをベースとしたBWS実験機も建造されていたという記述もある。

## リゼル
『機動戦士ガンダムUC』に登場。リ・ガズィの後にRGZ系列に連なる機体。型式番号RGZ-95。

## Ζイージィ
PC-9800シリーズ用パソコンゲーム『機動戦士ガンダム アドバンスドオペレーション』に登場。非可変の量産型Ζガンダムをベースにしたとされる機体。外観はリ・ガズィに似ているが、BWSなどは採用していない。生産数は少なく、一部の士官のみに供給されたという。型式番号MSZ-007S。

## リファインΖ改
PC-9800シリーズ用パソコンゲーム『機動戦士ガンダム アドバンスドオペレーション』に登場。BWSとは違うタイプのバックパックが装備されており、簡易変形が可能である。MS本体の外観はリ・ガズィと大きな違いはない模様。コンセプト的にはRGZ-91Bと共通する部分が多い。型式番号RGZ-91AO。

### ZARG（ザーグ）
PC-9800シリーズ用パソコンゲーム『機動戦士ガンダム リターン・オブ・ジオン』に登場。リファインΖ改から派生した非可変機で、地上用に特化している。型式番号MSΖ-007AR。

### リガズィAO
X68000用パソコンゲーム『機動戦士ガンダム クラシックオペレーション』に登場。リファインΖ改と同様の機体がラー・カイラムへと持ち込まれ、リ・ガズィの予備機になったとされる。サイコミュ搭載などの細部改修が施されている。リ・ガズィとの複数運用も期待されたようだが、実現はしなかった模様。型式番号RGZ-91AO。

## 武者リ・ガズィ
「SD戦国伝」シリーズとは別に、宇宙世紀の世界観上で展開されたコミックボンボン1989年5月号の「プロジェクトMUSHA」のオリジナルストーリーに登場する機体。
木星の宇宙海賊掃討を目的として始動した連邦軍の「プロジェクトMUSHA」の機体群（武者νガンダム、武者ΖΖガンダム）に対抗すべく、宇宙海賊側がアナハイムのデータをもとにニュータイプ用として開発した。
シールドやアーマーなどにはウロコ状のショック吸収素材が用いられているうえ、対ビーム兵器用の偏光チャフを内蔵したリアクティブアーマーでビームを無力化する。日本の鎧武者を模した装甲は、原型機との外観上の大きな違いとなっている。